# Владимир Башев (награда)
Националната литературна награда „Владимир Башев“ е учредена през 1969 г.
След прекъсване между 1988 и 1997 г. е възстановена, включени са нови учредители: Министерство на културата, Национален литературен музей и Национален дарителски фонд „13 века България“. През 2000 г. статутът ѝ се променя отново и днес тя се присъжда на всеки 2 години през декември в дните на Панаира на книгата, за издадена стихосбирка на автор до 32 години – възрастта, на която умира поетът Владимир Башев.
Победителят се определя от жури, което включва изтъкнати поети и представители от Националния литературен музей. Журито се избира всеки път от членовете на постоянен Комитет с председател Георги Константинов, председател на българския ПЕН, и членове: поетесата Валентина Радинска, художника Греди Асса, изпълнителен директор на НДФ „13 века България“, Вера Ганчева, съпруга на Владимир Башев, директора на Националния литературен музей и завеждащия Литературния кабинет „Владимир Башев“.
Наградата представлява Почетен диплом и картина от млад автор, предоставена от Националния дарителски фонд „13 века България“. Наградата се връчва на тържествена церемония от Председателя на журито в Литературния кабинет „Владимир Башев“, филиал на Националния литературен музей.
Видни български художници и близки приятели на поета (Енчо Пиронков, Светлин Русев, Румен Скорчев, Дора Бонева, Атанас Нейков), допринасят за значимостта на наградата, предоставяйки свои картини като част от отличието на лауреатите.

## Носители
- 1969 – Воймир Асенов
- 1970 – Калин Донков и Драгомир Шопов
- 1971 – Андрей Андреев
- 1972 – Виктор Самуилов
- 1973 – Янислав Янков
- 1974 – Минчо Минчев
- 1975 – Иван Голев
- 1976 – Емил Симеонов
- 1977 – Георги Борисов
- 1978 – Александър Томов
- 1979 – Добромир Тонев
- 1980 – Паруш Парушев
- 1981 – Надя Попова
- 1982 – Димитър Христов
- 1983 – Златомир Златанов
- 1984 – Роза Боянова
- 1985 – Ясен Устренски
- 1986 – Бойко Ламбовски
- 1987 – Балчо Балчев
- 1988 – Цанко Лалев
- 1997 – Николай Луканов
- 1998 – Елица Виденова
- 1999 – Росица Ангелова
- 2000 – Соня Николова
- 2002 – Милен Камарев
- 2010 – Мария Калинова
- 2012 – Иванка Могилска[2]
- 2014 – Мартин Спасов[3]
- 2016 – Росен Карамфилов (жури с председател Георги Константинов и членове – Надя Попова, Михаил Белчев, Валентина Радинска, Атанас Капралов и Мариана Кирова)[4][5]
- 2018 – Иван Ланджев (грамоти получават Десислава Славова и Теодора Тотева) (жури с председател Георги Константинов и членове – Надя Попова, Михаил Белчев, Валентина Радинска, Атанас Капралов и Мариана Кирова)[6][7]
- 2020 – Кольо Колев (жури с председател Георги Константинов и членове Валентина Радинска, Надя Попова, Димитър Христов, Минчо Минчев, Атанас Капралов и Красимира Санкийска)[8]